# Palau Gomis
|  | No s'ha de confondre amb Casa Francesc Gomis. |

El Palau o Casa Gomis és un edifici situat als carrers de la Princesa i de la Barra de Ferro de Barcelona, catalogat com a bé cultural d'interès local. Actualment acull el Museu Europeu d'Art Modern.

## Història
El 1735, Josep Smandia i Milans (1693-1752), natural de Mataró, va adquirir un gran casal al carrer de la Barra de Ferro, on moriria el 1752. El 1787, el seu fill Felip Neri Smandia i Cantallops (1722-1793) i el seu net Ramon Smandia i Terradellas (†1787) l'establiren en emfiteusi a Francesc Gomis i Alzina (1742-1815), un botiguer de teles enriquit, amb l'obligació d'invertir-hi 8.000 lliures barcelonines en un termini de 8 anys. El 1791, Gomis n'encarregà la reconstrucció al mestre de cases Joan Garrido i Bertran, i el 1797 va adquirir en emfiteusi als procuradors d'herències de la Comunitat de Preveres de Santa Maria del Mar una finca contigua (actual núm. 3), que el 1803 faria reedificar per a unir-la amb l'anterior.
Francesc Gomis fou ennoblit el 1804, i a la seva mort el 1815, el palau fou heretat pel seu fill Pau Agustí de Gomis i Pascual (1789-1851). El 1852, l'Ajuntament de Barcelona va encetar les expropiacions necessàries per a l'obertura del carrer de la Princesa, i la seva vídua Francesca Xaviera de Ros i Solà va encarregar a l'arquitecte Miquel Garriga i Roca la valoració dels danys i prejudicis que causaria a la finca. Ja que l'acord entre aquest i l'arquitecte municipal Francesc Daniel Molina va ser impossible, cadascú va fer el seu propi dictamen, i el jutge de primera instància va demanar una tercera opinió a l'arquitecte Josep Casademunt. Finalment, l'any 1854 l'Ajuntament expropià la part afectada de la finca, i la família optà per la venda de les parcel·les resultants a la banda de muntanya, reservant-se la del cantó del carrer de la Barra de Ferro. El 1855, Rosa de Portolà i de Guinart (1821-1890), vídua de l'hereu Casimir de Gomis i de Ros, va presentar el projecte de la nova façana al carrer de la Princesa, obra de Garriga i Roca, i el 1858 un altre de Josep Casademunt per a remuntar un tercer pis al núm. 3 del carrer de la Barra de Ferro.
El seu fill, l'advocat Lluís de Gomis i de Portolà, va morir el 1914, i el 1915, la seva vídua Teresa de Pallejà i de Bassa (1864-1934) va encarregar a l'arquitecte Jeroni Ferran Granell i Manresa el disseny del vestíbul modernista de la planta baixa, i el 1928, l'arquitecte Salvador Puiggròs projectà la tribuna del primer pis. Teresa de Pallejà es va casar en segones noces amb l'advocat Josep Parellada i Faura, el fill del qual, Josep Ignasi Parellada i Camprubí, dividí el palau en règim de propietat horitzontal el 1958, donant lloc a unes obres de molt baixa qualitat que en desfiguraren els espais originals i en destruïren part de la decoració.
L'any 2002, la rehabilitació de l'edifici pels arquitectes Mercè Zazurca i Josep Gorgas fou guardonada amb el premi FAD. L'any 2006, la Fundació de les Arts i els Artistes comprà el palau, que en l'actualitat acull el Museu Europeu d'Art Modern, després d'una darrera intervenció a càrrec de l'arquitecte Jordi Garcés.

## Descripció
El palau comprèn planta baixa, tres pisos i terrat transitable. L'accés principal es produïa des del carrer de la Barra de Ferro, rere una façana a base de pedra de Montjuïc (pel que fa la planta baixa i els emmarcaments de les obertures) i de maó revestit pel que fa als pisos superiors. L'element més destacat d'aquesta façana és el gran portal d'accés a la casa, emmarcat per unes motllures a quarterons esquemàtics. Aquest portal dona pas a una zona de vestíbul i a un pati central trapezoïdal en el qual sorgeix l'escala noble que, inclosa dins una crugia longitudinal de l'edifici, fa d'accés a la planta principal.
En l'actualitat l'accés es produeix des del carrer de la Princesa, que mena a un vestíbul amb decoració modernista, amb arrambadors ceràmics i parets esgrafiades, on destaca la porta de fusta, fungiforme. La façana consisteix en una àmplia superfície ritmada per vuit eixos verticals d'obertures de dimensions decreixents sobre un basament d'arcs escarsers. La composició de dita façana ve mediatitzada per un fals cos central a base de dobles pilastres de regust dòric a quarterons. Els balcons, quasi ampitadors, presenten llosanes de pedra sobre carteles i baranes de fosa i forja decoratives. A la part més septentrional hi destaca una tribuna d'estil modernista.
El Gran Saló és l'àmbit més destacat de la finca, no només per les seves dimensions (el seu alçat es desenvolupa des del pis principal fins al terrat), sinó per la qualitat dels seus acabats originals. En efecte, l'àmbit més important de la casa sobresurt per la seva decoració neoclassicista d'influència francesa, una de les de major qualitat del tombant del segle xix català. El saló està revestit d'un aparell decoratiu-arquitectònic monumental, a base de pilastres corínties de guix i estuc i plafons en relleu representant triomfs, amorets i les Mènades.

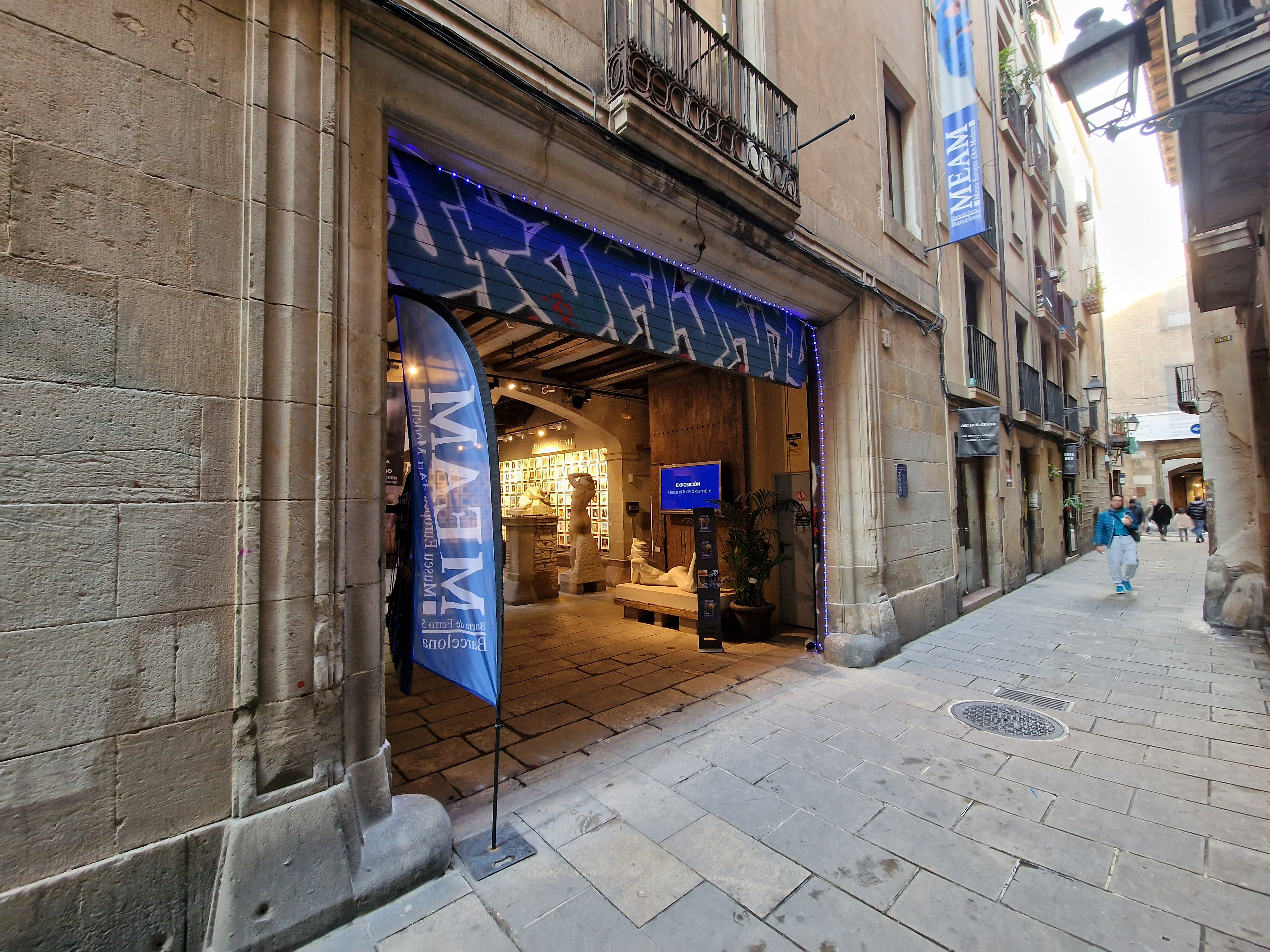
Portal del carrer de la Barra de Ferro

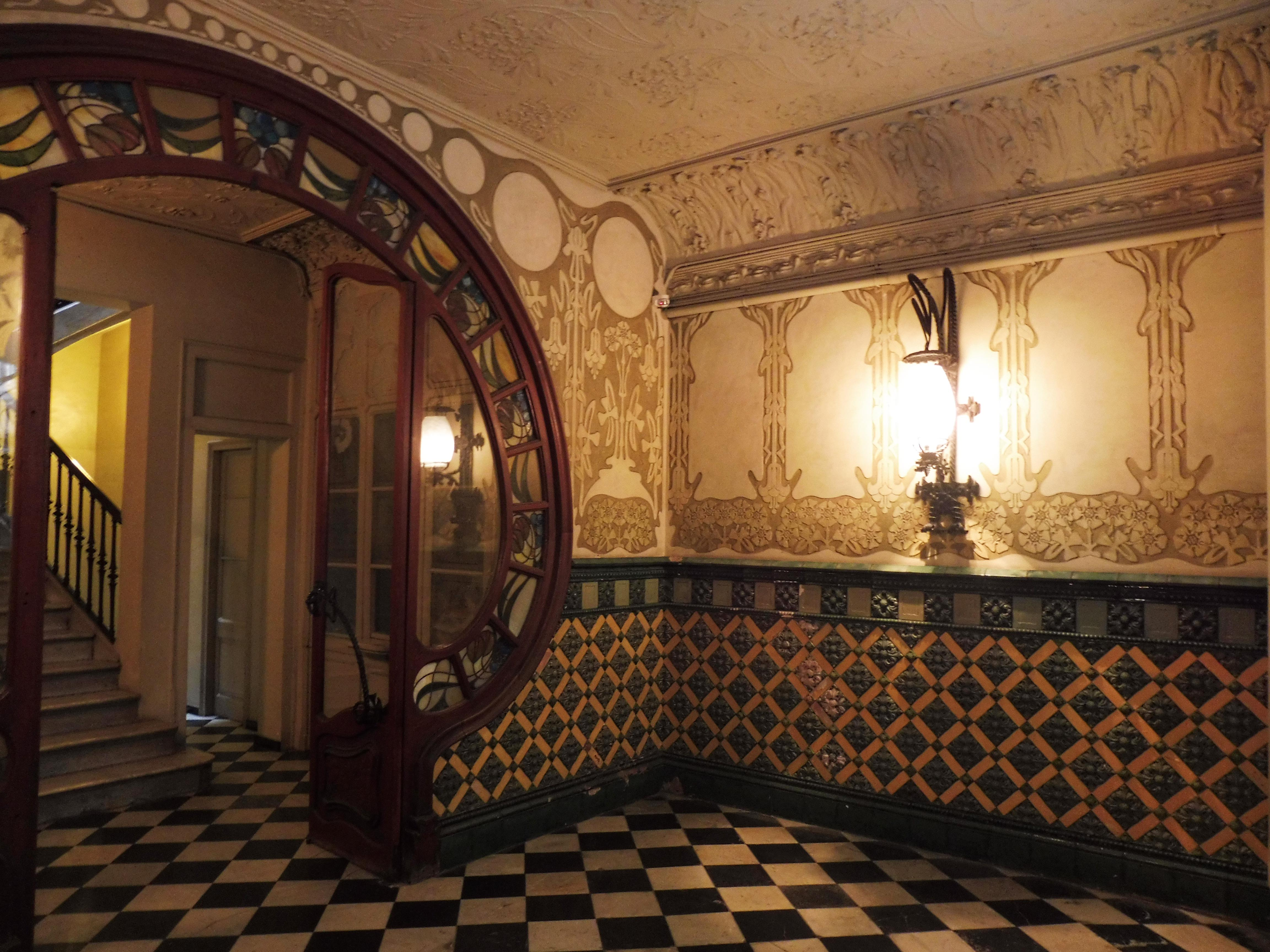
Vestíbul modernista

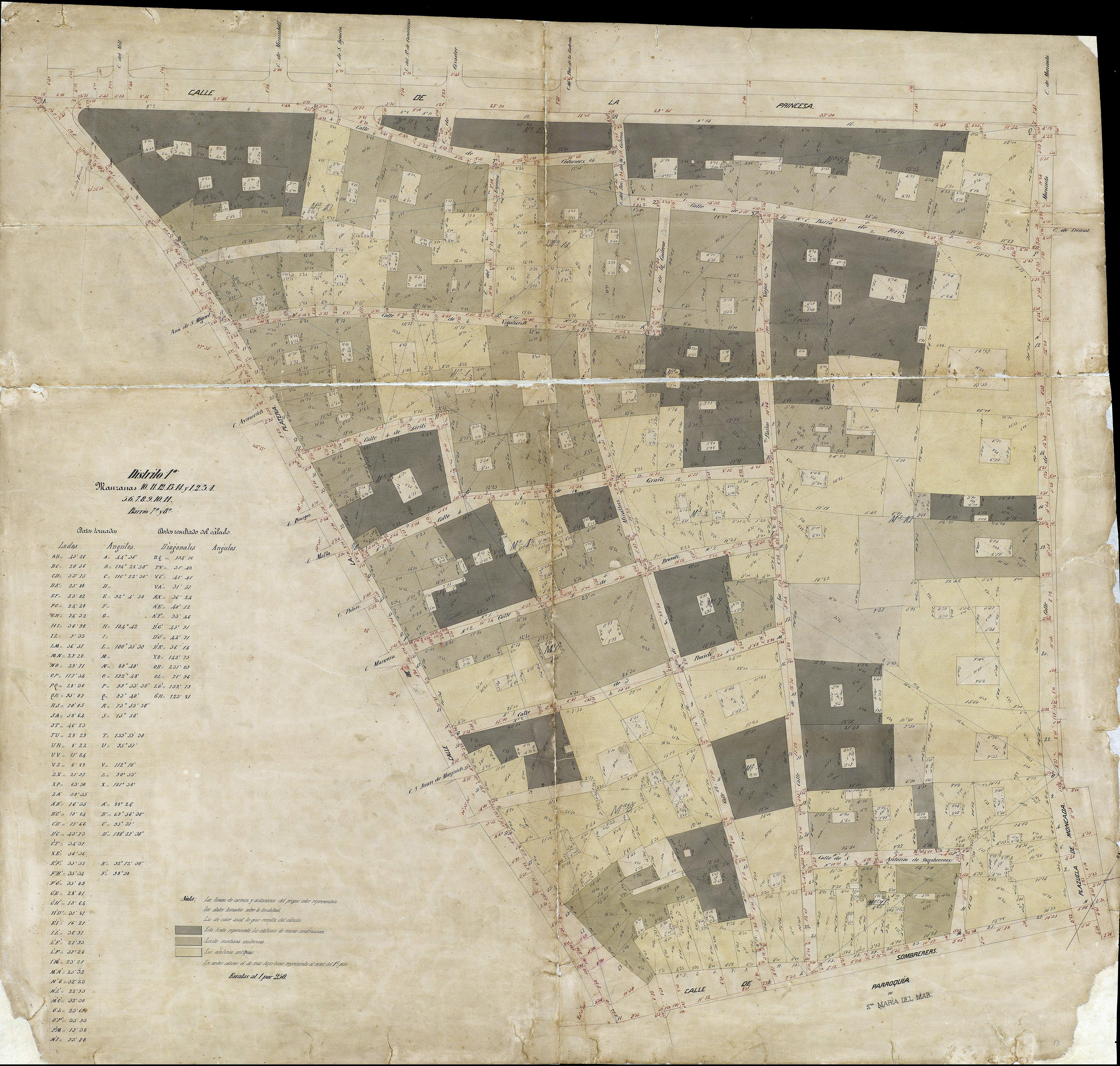
Quarteró núm. 13 de Garriga i Roca (c. 1860)